# 福田彦太
福田 彦太（ふくだ げんた、1981年8月17日 - ）は、日本の男性声優。神奈川県出身。

## 略歴
勝田声優学院、マウスプロモーション付属俳優養成所卒業。
以前はマウスプロモーションに所属していた。

## 人物
趣味・特技はアコースティックギター。

## 出演作品

### テレビアニメ
2006年
- 無敵看板娘（イエロースター）

2007年
- Hello Kitty りんごの森とパラレルタウン
- ひとひら（空手部員）

2009年
- はじめの一歩 New Challenger

### ドラマCD
- 神無月の巫女
- ねこきっさ（客4）

### ゲーム
- セツの火（東山和友）
- 偽りの輪舞曲

### 吹き替え
- S.A.S. 英国特殊部隊
- キャンプ・ロック

### その他
- 手塚治虫 モーションマガジン